# Groensnaveloropendola
De groensnaveloropendola (Psarocolius atrovirens) is een zangvogel uit de familie Icteridae (troepialen).

## Verspreiding en leefgebied
Deze soort komt voor in de Andes van zuidoostelijk Peru en noordwestelijk Bolivia.